# Governatori delle Bahamas
Quello che segue è un elenco dei governatori e capi coloniali delle Bahamas. Il primo insediamento inglese nelle Bahamas fu Eleuthera. Nel 1670 il re garantì alle Bahamas la presenza in loco di un lord proprietario della provincia di Carolina, ma le isole difatti vennero amministrate autonomamente. I pirati locali vi proclamarono in seguito una repubblica iniziata da Edward Teach (il famoso Pirata Barbanera) dal 1703. Nel 1717 le Bahamas divennero ufficialmente colonia britannica ed i pirati vennero scacciati dalle isole. 
Durante la guerra d'indipendenza americana le Bahamas vennero per breve tempo occupate anche dalle forze ispano-americane. Nel 1964 le Bahamas ottennero di autogovernarsi e dal 1973 hanno ottenuto la piena indipendenza pur rimanendo in seno al Commonwealth britannico.

## Governatori di Eleuthera (1648–1657)
- William Sayle, 1648–1657

## Governatori proprietari delle Bahamas (1670–1706)
- Christopher Monck, II duca di Albemarle, 1670–novembre 1688
- William Craven, I conte di Craven, 1670–9 aprile 1697
- Anthony Ashley-Cooper, I conte di Shaftesbury, 1670–1717
- Peter Colleton, 1670–1717
- Sir George Carteret, 1670–1680
- Hugh Wentworth, 1671
- John Wentworth, dicembre 1671–1676
- Charles Chillingworth, 1676–1677
- Roger Clarke, 1677–1682
- Richard Lilburne, 1684

Nel 1684 la flotta franco-spagnola distrusse Charles Town (attuale Nassau).
- Thomas Bridges, 1687–1690
- Cadwallader Jones, 1690–1693
- Nicholas Trott, 1694–1696
- Nicholas Webb, 1697–1699
- Read Elding, 1699–1700, de facto
- Elias Haskett, 1700–1701
- Ellis Lightfoot, 1701–1705
- Edward Birch, 1706
- Thomas Walker, 1706

## Governo dei pirati (1706–1718)
- Edward Teach (il Pirata Barbanera)
- Thomas Barrow
- Benjamin Hornigold

## Governatori delle Bahamas (1717–1969)
- Woodes Rogers, 26 luglio 1718–1721
- George Phenney, 1721–1728
- Woodes Rogers, agosto 1729–16 luglio 1732
- Richard Thompson, 1732–1733, de facto
- Richard Fitzwilliams, novembre 1733–1740
- John Tinker, 1740–1758
- John Gambier, 1758–1760, de facto, prima volta
- William Shirley, 1760–1768
- Thomas Shirley, 28 novembre 1768–1774
- Montfort Browne, 1774–3 marzo 1776
- Samuel Nicholas, 3 marzo 1776–17 marzo 1776, comandante (occupazione americana)
- John Gambier, 17 marzo 1776–1778, de facto, seconda volta
- Montfort Browne, 1778–1779, restaurato
- John Robert Maxwell, 1780–8 maggio 1782
- Bernardo de Gálvez, 8 maggio 1782–19 aprile 1783, governatore della Louisiana (occupazione spagnola)
- Andrew de Vau, 1783 de facto
- John Robert Maxwell, 1783–1784, restaurato
- James Edward Powell, 1784–1786
- John Brown, 1786–1787, de facto
- John Murray, conte di Dunmore, 1787–1796
- Robert Hunt, 1796–14 febbraio 1797, de facto
- John Forbes, 14 febbraio 1797–giugno 1797
- William Dowdeswell, 20 novembre 1797–1801
- John Halkett, 1801–1804
- Charles Cameron, 8 maggio 1804–1820
- Lewis Grant, 1821–1829
- James Carmichael Smyth, 1829–1833
- Blayney Townley Balfour, 1833–1835
- William Macbean George Colebrooke, 1835–1837
- Francis Cockburne, 1837–1844
- George Benvenuto Matthew, 1844–1849
- John Gregory, 1849–1854
- Sir Alexander Bannerman, 1854–1857
- Charles John Bayley, 1857–1864
- Rawson William Rawson, 1864–1869
- Sir James Walker, 1869–1871
- George Cumine Strahan, 1871–1873
- Sir John Pope Hennessy, 1873–1874
- Sir William Robinson, 1874–1880
- Jeremiah Thomas Fitzgerald Callaghan, 1880–1881
- Sir Charles Cameron Lees, 1882–gennaio 1884
- Sir Henry Arthur Blake, 4 gennaio 1884–1887
- Sir Ambrose Shea, 1887–1895
- Sir William Frederick Haynes Smith, 1895–1898
- Sir Gilbert Thomas Carter, 1898–1904
- Sir William Grey-Wilson, 29 novembre 1904–1912
- Sir George Basil Haddon-Smith, 29 ottobre 1912–1914
- Sir William Lamond Allardyce, 15 giugno 1914–1920
- Sir Harry Edward Spiller Cordeaux, 8 dicembre 1920–1926
- Sir Charles William James Orr, 15 marzo 1927–gennaio 1932
- Sir Bede Edmund Hugh Clifford, 10 gennaio 1932–1934
- Sir Charles Cecil Farquharson Dundas, 1934–1940, de facto dal 1937
- Principe Edoardo, duca di Windsor, 18 agosto 1940–1945
- Sir William Lindsay Murphy, 28 luglio 1945–1950
- Sir George Ritchie Sandford, 5 gennaio 1950–dicembre 1950
- Sir Robert Arthur Ross Neville, 7 dicembre 1950–1953
- Thomas Daniel Knox, VI conte di Ranfurly, 21 dicembre 1953–1956
- Sir Oswald Raynor Arthur, 1º aprile 1957–1960
- Sir Robert Stapeldon, 18 luglio 1960–1964
- Ralph Francis Alnwick Grey, 3 giugno 1964–1968
- Sir Francis Edward Hovell-Thurlow-Cumming-Bruce, VIII barone Thurlow, 1º novembre 1968–1969

## Governatore delle Isole Bahamas nel Commonwealth britannico (1969–1973)
- Sir Francis Edward Hovell-Thurlow-Cumming-Bruce, VIII barone Thurlow, 1969–1972, continuazione
- Sir John Warburton Paul, 14 maggio 1972–10 luglio 1973

Nel 1973 il Paese raggiunse l'indipendenza (vedi Governatori generali delle Bahamas).